# L'enigma del xic croqueta
L'enigma del xic croqueta és un curtmetratge d'animació en stop motion dirigit, animat i produït per l'artista valencià Pablo Llorens Serrano en 2004, després de dos anys i mig de producció va guanyar el Goya al millor curtmetratge d'animació en 2005. Posteriorment Gonzalo Miralles en va fer un llibre titulat Así se hizo el enigma del chico croqueta.

## Resum
Un pobre personatge aconsegueix la fama accidentalment a través del seu paper com a croqueta congelada en un anunci de televisió. La seva vida es col·lapsa quan deixa de ser famós i comença a veure's perseguit per entitats misterioses, agents secrets i éssers de l'espai exterior

## Premis
| Categoria                      | Persona                        | Resultat   |
| ------------------------------ | ------------------------------ | ---------- |
| Millor curtmetratge d'animació | Millor curtmetratge d'animació | Guanyadora |

Premi a la millor música a la Mostra de València per a Ramón Giner

## Curiositats
- Al principi del curt i en l'escena en la qual els marcians es troba fent zàping en una televisió de Mart, es poden veure fragments dels curtmetratges Noiciass fuerrrtes, Caracol, col, col, Gastropotens II. Mutación tóxica i del llargmetratge Juego de niños realitzats també per Llorens.
- El personatge de Maru de la Concha del curtmetratge Caracol, col, col també apareix en aquest curt en una de les entrevistes.